# Équipe du Kenya des moins de 20 ans de football
Maillots
L'équipe du Kenya de football des moins de 20 ans est constituée par une sélection des meilleurs joueurs juniors kényans sous l'égide de la Fédération du Kenya de football.

## Histoire
L’équipe Kenya des moins de vingt ans fait partie d’une des meilleures équipes de la zone régional cecafa. Avec deux trophées remportés et deux titres de finalistes, malgré une désillusion en compétitions continentales.
Invités au championnat de la zone Cosafa U20 2013 elle finit finaliste,
En 2024, le Kenya Mais fin à tout ça, il termine finaliste de la compétition de la Coup CECAFA u20 2024 , se qualifie pour leur toute première fois en Coupe d'Afrique des nations des moins de 20 ans

## Palmarès
- CECAFA U-20 Championship
  -  Champion en 1975, 1999
  -  Finaliste en 1973, 2019 et 2024
- COSAFA U-20 Challenge Cup
  - 2013  (invitée)
- Championnat d'Afrique du Nord des nations de football des moins de 20 ans
  - 2011  (invitée)

## Parcours en Coupe du monde des moins de 20 ans
L’équipe du Kenya n’a jamais participé a une Coupe du monde de football des moins de 20 ans.

## Parcours en Coupe d'Afrique des nations des moins de 20 ans
- 1979 : 1er tour
- 1981 : Retirer de la compétition au 1er tour
- de 1982 a 1991 : Aucune participation
- 1993 : Tour préliminaire
- 1995 : Aucune participation
- 1997 : 1er tour
- 1999 : Aucune participation
- 2001 : 1er tour
- 2003 : Retirer de la compétition au 1er tour
- 2005 : Aucun participation
- 2007 : 1er tour
- 2009 : 1er tour
- 2011 : 2e tour
- 2013 : 1er tour
- 2015 : 1er tour
- 2017 : 1er tour[4].
- 2019 : 1er tour
- 2021 : (Demi-final zone cecafa)
- 2023 : Aucune participation
- 2025 : Phase de groupe